# Йода
Йо́да (англ. Yoda) — один из главных персонажей «Звёздных войн», инопланетянин (возможно, тритактиль), Гранд-мастер Ордена джедаев, один из сильнейших и мудрейших джедаев своего времени. Получил место в Совете Джедаев примерно через сотню лет после своего рождения, а титул гранд-мастера — примерно в 600 лет. Авторы, воплотившие персонажа на экране — британские гримёры Ник Дадмэн и Стюарт Фриборн.

## Происхождение
Согласно замыслу Лукаса, Йода должен оставаться загадочной, полностью нераскрытой инопланетной личностью. Он запретил описывать его происхождение и прошлое во всех книгах, мультфильмах, играх и творчестве по вселенной «Звёздных войн», хотя некоторая информация о магистре-джедае всё же известна. Так, известны некоторые факты из его ранней биографии, но родная планета магистра Йоды и его видовая принадлежность доподлинно неизвестны, но по предположению фанатов, он является тритактилем, из-за его трёх пальцев на руках.

## Личность
Йода (896 ДБЯ — 4 ПБЯ), озвученный в фильмах Фрэнком Озом, является вымышленным персонажем, придуманным Джорджем Лукасом. Образ создан на основе рисунка Джое Джонсона. Он принимает участие во всех эпизодах саги, за исключением Эпизода IV: Новая Надежда и Пробуждения силы. Подобно многим именам Звёздных Войн, имя «Yoda» взято из древнего языка — скорее всего, из санскрита, где в переводе «yodha» означает «воин», с иврита же «yodea» переводится «знаю». Однако, если исходить из замысла Лукаса, имя не должно иметь значения, тем не менее, выделяя персонажа. Способен двигать предметы силой взгляда.

## Речь героя
Речь магистра Йоды богата различными инверсиями, которые встречаются почти в каждом его предложении. На «Галактическом основном» Йода разговаривает, инвертируя порядок слов. Предпочитаемый им порядок — «объект-субъект-предикат», OSV. Однако иногда персонаж говорит, используя менее экзотический порядок субъект-предикат-объект. Типичный пример высказывания Йоды: «Your apprentice Skywalker will be».
В честь этой особенности речи был назван приём программирования «Условия Йоды», заключающийся в том, что меняют порядок написания значения переменной и саму переменную.

## История

### Ранние годы
Йода, рост которого составляет 66 см, является одним из самых старых членов Совета джедаев и, скорее всего, самым мудрым и сильным джедаем своего времени; такое высокое положение, конечно же, было основано на очень солидном возрасте Йоды. Возможно, Учителем Йоды был хисалрианин Н’Ката Дель Гормо. У Йоды на обучении находились такие выдающиеся джедаи, как граф Дуку, Ки-Ади-Мунди и Люк Скайуокер. Помимо этого, он вёл подготовительные занятия почти с каждым молодым джедаем в Галактике в Храме джедаев, прежде чем они были приставлены к наставнику (с 800 ДБЯ по 19 ДБЯ). Следует уточнить, что к наставнику приставляли падавана, а ещё раньше падаван был юнлингом (как раз они и не имеют ещё наставника). Их можно встретить во втором эпизоде, когда Оби-Ван спрашивает магистра Йоду о планете Камино, тогда-то один из юнлингов помогает разобраться, почему её нет на карте, и в третьем, там, где их убивает обратившийся в Дарта Вейдера Энакин Скайуокер. Из новеллизации «Атаки клонов» следует, что все джедаи называли Йоду своим учителем, даже непосредственно не бывшие в прошлом его падаванами.
Джордж Лукас преднамеренно держал расу Йоды в секрете. На самом деле, о жизни Йоды было сообщено очень мало, прежде чем начались события фильма «Эпизода I: Скрытая угроза». Из источников расширенной вселенной (сеттинга) пришла информация о том, что он получил звание рыцаря-джедая в возрасте 50 лет, а ранг магистра ему присвоили уже к его столетию. Следуя своему учению, Йоде поручили отправиться в добровольное изгнание, чтобы постигнуть более высокие уровни понимания Силы. Он был одним из магистров-джедаев, которые организовали передвижную академию на борту межзвёздного корабля Чу’унтор в период 200 ДБЯ; тогда в данных бортового компьютера стояла запись о том, что он отправился на поиски одного из пропавших пассажиров судна, когда оно разбилось на Датомире.

### «Эпизод I: Скрытая угроза»
В 32 д. б. я. Квай-гон Джинн приводит юного мальчика-раба по имени Энакин Скайуокер в Совет джедаев, утверждая, что мальчик является Избранным, способным установить равновесие в Силе, и попросил взять его в падаваны, как только Оби-Ван пройдёт все необходимые испытания для получения звания рыцаря-джедая (как известно, джедай может иметь только одного падавана в период обучения). Йода, как самый опытный учитель в совете и самый уважаемый и почётный магистр-джедай, играет ключевую роль в первоначальном решении этой проблемы и отклоняет просьбу. Йода считает, что годы рабства не прошли незаметно для юного мальчика и его слишком тесная привязанность к матери будет мешать успешным занятиям и тренировкам. Будущее этого мальчика, по мнению магистра, неопределённо.
После смерти Квай-Гона от руки Дарт Мола совет, тем не менее, аннулирует своё предыдущее решение, хотя и неизвестно, в силу каких причин. Предположительно, такие перемены объясняются неуступчивостью Кеноби — новопосвящённый рыцарь непременно хотел взять в обучение юного Скайуокера, даже вопреки мнению Совета, и членам последнего ничего не оставалось, как согласиться на этот рискованный шаг, иначе такое неповиновение могло привести, во-первых, к уменьшению авторитета Совета джедаев, а во-вторых, к формальной непричастности Скайуокера-падавана к джедаям. Тем не менее Оби-Вана предупредили о том, что последствия обучения мальчика могут стать роковыми как для будущего Республики и всей Галактики, так и для самого Кеноби.

### «Эпизод II. Атака клонов»

Йода в «Атаке клонов»

В 22 д.б.я. Йода выступает главным генералом Республики в битве при Джеонозисе, когда армия республиканских клонов-штурмовиков впервые была опробована в бою. Он возглавляет отряд, которому поручено спасти Оби-Вана, Энакина и Падме Амидала Наберри от казни, приготовленной им Конфедерацией Независимых Систем, являющихся сепаратистами. В разгар битвы Йода сражается на световых мечах с лидером сепаратистов и лордом ситхов графом Дуку, который когда-то был его учеником. Это противоборство заканчивается, когда граф Дуку, решив спастись бегством, подвергает раненых Оби-Вана и Энакина опасности. С виду неповоротливый и старый, Йода демонстрирует невиданное мастерство владения световым мечом (IV форма владения световым мечом («Атару»), отличительными чертами которой является использование Силы для выполнения невероятных акробатических приёмов).

### Войны клонов
Битва на Джеонозисе, несмотря на победу сил Республики, открыла кровопролитную войну, которая будет продолжаться около трёх лет. Как и все Джедаи, Йода стал генералом во время Войн клонов, лично участвуя в некоторых сражениях (в частности, в битве на Аксионе, где он лично вёл за собой войска солдат-клонов верхом на скакуне кибуке).
Во время битвы на Муунилисте Йода, вместе с Падме Амидалой, пришёл на помощь Луминаре Ундули и Баррисс Оффи, попавшим в ловушку в Кристаллических пещерах. Йода узнал, что нападение на пещеры с кристаллами для световых мечей было подстроено бывшим джедаем графом Дуку.
В первой серии первого сезона анимационного сериала 2008 года «Звёздные войны: Войны клонов» Йода с 3 клонами победил целый батальон дроидов и разрушил 4 танка. Затем с помощью Силы спас короля Катуунко от Асажж Вентресс, забрав её световые мечи.

### «Эпизод III. Месть ситхов»
В 19 д. б. я. канцлер Палпатин назначает Энакина в Совет джедаев в качестве своего собственного представителя. После чего Совет, настороженный темпераментом Энакина, неохотно соглашается с этим решением. Однако Йода и Мейс Винду, которые всё ещё вызывали уважение у юного джедая, не хотели нарушать порядок развития джедаев и не присвоили ему звание магистра. Они предполагают, что звание магистра даст ему возможность голосовать на всех собраниях Совета, и это будет означать то же, что если бы этот голос был дан Палпатину, чего они не хотели бы допустить.
Как раз в это время Йода ведёт совет о таинственном лорде ситхов Дарт Сидиусе. Йода, используя свою невероятную чувствительность и владение Силой, ощущает присутствие лорда ситхов и, наконец, приходит к выводу, что Сидиусом является кто-нибудь из приближённых Палпатина (по новеллизации М. Стровера, он даже допускает, что это сам Палпатин. Дословно: «Канцлер сам вне подозрения находится?»). Даже при всём своём мастерстве, Йода, тем не менее, не усматривает падение Энакина на Тёмную сторону Силы.
Когда Палпатин приказывает выполнить приказ 66, Йода в это время находится на Кашиике и наблюдает битву между силами сепаратистов и смешанным войском клонов-штурмовиков и вуки. Он чувствует смерть каждого джедая, который пал от рук своих собственных отрядов. Чувствуя опасность, Йода молниеносно убивает собиравшихся напасть на него клонов-штурмовиков, затем при помощи лидера вуки Тарфулла и Чубакки он отправляется на Корусант, где вместе с Оби-Ваном пробивается к храму джедаев, чтобы остановить западню для каждого джедая, который может стать жертвой приказа 66. При обнаружении голографической записи, показывающей Энакина как жестокого убийцу, Йода поручает Кеноби убить своего последнего ученика.

#### Дуэль с Палпатином
Сам Йода вступает в титаническую схватку с Палпатином в здании Галактического сената. Силы сторон кажутся равными, ибо в битву вступили два патриарха обеих сторон Силы, одна не может победить другую. Однако, уступая в фехтовании и почувствовав серьёзную опасность, Палпатин перемещается на более высокое положение и использует Силу, чтобы метать тяжёлыми ложами Сената в Йоду, который с лёгкостью уворачивается и отсылает обратно одну из них Палпатину, заставляя его спрыгнуть на более низкий уровень. Оказавшись вновь на одном уровне с Палпатином, Йода применяет свои акробатические способности и активизирует световой меч. Палпатин взывает к всплеску Силы и пускает в Йоду разряд молний, при этом выбивая его световой меч. Без своего оружия Йода использует свои ладони, чтобы поглощать тёмную энергию, и даже отправляет некоторые сгустки обратно в немало удивлённого Палпатина. Казалось бы, Йода приобрёл некий перевес в битве, но борьба заканчивается ничьей, поскольку был вызван взрыв столкновения энергий, отбросивший Йоду и Палпатина в разные стороны. Оба мастера ухватились за край трибуны Сената, где едва удалось удержаться лишь Палпатину. Йода, не в состоянии удержаться, падает на пол зала Сената. После убийств, устроенных клонами-штурмовиками и почти полным уничтожением ситхами ордена джедаев, ослабленный Йода осознаёт, что он не может победить Палпатина, так как смерть Сидиуса ничего не изменит. Затем Йода отправляется в изгнание, чтобы спрятаться от Империи, и ждать другой возможности уничтожения ситхов.
Энакин тем временем теряет обе ноги и левую руку (правая является кибернетической после битвы на Джеонозисе) и получает сильные ожоги в дуэли против Оби-Вана на Мустафаре. Кибернетические имплантаты, установленные с согласия Палпатина, чтобы сохранить ему жизнь, сделали его мало чем похожим на человека. Его превращение в жуткую машину стало страшным олицетворением роковых слов, сказанных Йодой Оби-Вану, не верящему, что его ученик перешёл на Тёмную сторону Силы: «Мальчика, что учил ты, уже нет, поглотил его Дарт Вейдер».
Позднее Йода говорит, что находится в контакте с духом Квай-Гона Джинна. Хотя в фильме этому уделено мало внимания, в книге показано, что Йода действительно становится учеником погибшего ещё в «Скрытой угрозе» магистра-джедая, нашедшего путь к бессмертию. Впоследствии он передал эти знания Оби-Вану.
Он также играет ключевую роль в разрешении вопроса о детях Скайуокерах после того, как Падме скончалась при родах, советуя, чтобы Люк и Лея были спрятаны от Дарта Вейдера и Императора туда, где ситхи не ощутили бы их присутствие. Кроме престарелого магистра-джедая, о местонахождении детей знали Бейл Органа, Оуэн Ларс и Оби-Ван. Первоначально Оби-Ван хотел взять детей с собой, чтобы, как и Йода, обучать их джедайскому мастерству, однако Йода понимает, что, кроме умения обращаться с Силой, их необходимо обучить и другому, если они собираются уничтожить ситхов и их Империю зла. Тем более, нужно было сохранить имена близнецов в тайне, чтобы суметь защитить их на тот случай, если ситхи вдруг обнаружат оставшихся рыцарей-джедаев прежде, чем Люк и Лея вырастут. Как нам становится известно из последующих эпизодов, эта стратегия с лихвой оправдала себя.
Затем Йода отправляется на пустынную и болотистую планету Дагоба, где он терпеливо ожидает появления Новой надежды.
Интересный факт то, что в новелле Меттью Стовера битва Йоды и Сидиуса была чуть изменена. Йода сбивает Палпатина ударом ноги, а не толчком. Молнии Сидиуса джедай лёгким взмахом руки отводит в охрану, убив их. Взрыва Силы не было, так как Палпатин перепрыгнул на другую платформу, а Йода прыгнул за ним, но опоздал на миллисекунду и был поражён молнией силы, отчего упал на пол Сената. Однако Лукас сказал, что в финальной версии сценария у битвы получилась ничья, а Стовер просто не дождался окончательной версии. Так как сценарий является главным каноном, то версию битвы из фильма считают главной и основной. Также Лукас утверждал, что первоначальная версия дуэли была победой Йоды, а не ничьей, но сценарий был изменён.

### «Эпизод V: Империя наносит ответный удар»
Спустя 22 года после изгнания Йоды, в 3 ПБЯ, Люк Скайуокер отправляется в систему Дагоба с целью найти Йоду и пройти обучение джедая, как ему сказал дух Оби-Вана Кеноби, погибшего в схватке с Дартом Вейдером в «Новой надежде». Немного поупрямившись, Йода, наконец, соглашается обучить его путям Силы. До окончания своего обучения Люк, тем не менее, встаёт перед выбором покинуть Дагобу и отправиться спасать своих друзей от Дарта Вейдера и Империи или остаться и окончить обучение. Дав обещание Йоде вернуться и завершить подготовку, он отправляется в путь.

### «Эпизод VI: Возвращение джедая»
Возвратившись на Дагобу в 4 п. я. б., Люк застаёт Йоду больным и сильно ослабленным старостью. Йода говорит Люку, что тот завершил своё обучение, но полноценным джедаем нового поколения станет, когда «встретится со своим отцом», Дартом Вейдером. Затем Йода умирает в возрасте 900 лет и, наконец, полностью сливается с Силой. Смерть Йоды уникальна в пределах вселенной «Звёздных войн», так как она — пример того, когда джедай мирно умирает в силу своего возраста. Ведь каждая смерть владеющего Силой, происходившая до и после него, была насильственной.
В конце концов, Люк внял всем учениям Йоды, что и спасло его от гнева и падения на Тёмную сторону: он контролировал свои эмоции даже тогда, когда находился в шаге от убийства Дарта Вейдера и становления новым учеником Императора. Когда Император пытается убить Люка разрядами молний, Вейдер возвращается на Светлую сторону и вновь становится Энакином Скайуокером, убив своего учителя, чтобы спасти сына. Энакин погибает от повреждений своего костюма в окружающем его крахе Империи (по ещё одной версии, он погиб из-за того, что его жизнедеятельность поддерживалась тёмной силой Императора и после смерти последнего он уже не мог нормально существовать). Позже в эту же ночь дух Энакина в окружении Оби-Вана и их вечного наставника Йоды с гордостью и благодарностью взирает на Люка.

### «Эпизод VII: Пробуждение силы»
Голос Йоды был слышен в видениях Рей, когда она взяла в руки меч Энакина Скайуокера. Это произошло через 30 лет после смерти Йоды.

### «Эпизод VIII: Последние джедаи»
Йода появляется в виде призрака Силы на планете Ак-То.

### «Эпизод IX: Скайуокер. Восход»
Рей слышала голос Йоды вместе с голосами других джедаев, призывавших её продолжить бой против возрождённого Дарта Сидиуса на планете Экзегол.

## Прототип магистра Йоды
По одной из версий, прообразами Йоды послужили два японских мастера боевых искусств. Исследования этого предположения указывают на Сокаку Такэду и Годзо Сиоду. Такеда был представителем знаменитого семейства самураев, посвятивших свою жизнь военной борьбе. Их мастерство, называемое Дайто-рю, принято считать основой айкидо. Мастер-фехтовальщик Такеда, обозначенный просто как номер «4’11», заработал себе прозвище Айдзо не Котенгу, что в переводе означает «карлик-недоросток». Аналогичным образом и Годзо, основатель ёсинкан айкидо, находился под этим же числом — «4’11». Как и Йода, они были чрезвычайно малы ростом, но тем не менее это не помешало им в совершенстве овладеть силой боевых искусств. Их искусство основывалось на учении Айки, или же просто Ки (Силе). Кроме того, как и Йода, они были прирождёнными учителями, посвятившими свои жизни следованию пути военного искусства.
Магистра Йоду часто сравнивают с основателем айкидо Морихэем Уэсибой. Возможно, он послужил прообразом магистра, а сам орден джедаев является фантастическим киновоплощением школы айкидо, так как многие принципы кодекса джедаев сходны с канонами айкидо.
Также существует мнение, что прообразом Йоды послужил Симадзу Кэндзи-сэнсэй, патриарх школы Ягю Синган Рю (школа телохранителей Сёгуна).
Так же имеет право на существование версия, что прообразом Йоды послужил Дерсу Узала в одноименном фильме Акиры Куросавы роль которого сыграл тувинский актер Максим Мунзук. На это указывает небольшой рост обоих персонажей, азиатские формы лица, их мудрость - Дерсу Узала имел сильную связь с природой, а Йода с Силой, Дерсу Узала в силу плохого знания русского языка неправильно формулировал речь, так же и Йода переставлял слова в предложении. Ну и конечно не для кого не секрет что многие идеи для киносаги Джоржд Лукас черпал из фильмов Акиры Куросавы. 

## Анимация Йоды
Вот, например, «Звёздные войны». Мне кажется, это довольно жестокий фильм. Конечно, вся эта тема с Силой — довольно занятная. Что это? Духовная связь? Бог? Мой сын страшно любит первые три части. А вот меня под конец довольно сильно начинает раздражать этот резиновый Йода.
Внешность Йоды первоначально была создана британским художником-стилистом Стюартом Фриборном, который изображал лицо Йоды как смесь лиц: своего собственного и Альберта Эйнштейна, так как фотография последнего и вдохновила его на создание конечного образа. Озвучивал Йоду Фрэнк Оз. В оригинальной трилогии Звёздных Войн Йода был простой куклой (зелёного цвета), которой управлял также Фрэнк Оз. В российском дубляже «Звёздных войн» Йоду озвучивал актёр Борис Смолкин.
В «Скрытой угрозе» вид Йоды был видоизменён, чтобы сделать его более молодым. Его образ был смоделирован на компьютере для двух удалённых сцен, но он опять был задействован в качестве куклы.
С помощью компьютерной анимации в «Атаке клонов» и «Мести ситхов» Йода предстал в ранее невозможном образе: например, в сцене схватки, моделирование которой было очень трудоёмким. В «Мести ситхов» его лицо появляется в нескольких крупных эпизодах, требующих очень тщательной компьютерной оцифровки.
15 сентября 2011 года вышло blu-ray-переиздание всей саги «Звёздных Войн». В первом фильме «Звёздные Войны: Эпизод I — Скрытая угроза» кукла Йоды была заменена на компьютерную модель.
В 2015 году фигура Йоды появилась в Музее мадам Тюссо.

## Критика и отзывы
- В 2008 году Йода занял 25-е место в списке величайших киноперсонажей всех времён и народов, составленном журналом Empire[34].
- В списке 100 величайших вымышленных персонажей по версии сайта Fandomania.com Йода получил 60-ю строчку[35].

## Премии
В 2003 году Йода вместе с Кристофером Ли получил кинонаграду MTV за лучшую сцену битвы — в Эпизоде II «Атака клонов». Йода лично «появился» на церемонии, чтобы получить награду, и произнёс речь, где поблагодарил Джорджа Лукаса и многих других.

## Пародии
Комедийный певец «Странный Эл» Янкович спародировал песню «Лола» в ремейке «Йода», включённом в альбом «Имею право быть глупым» (1985). Сюда можно отнести и пародии Даунинга на песню Рики Мартина «Livin' La Vida Yoda». Менее удачно «The Great Luke Ski» спародировал песню «Y.M.C.A.» в исполнении Village People и назвал ремейк «Y.O.D.A», включив его в альбомы Fanboys ‘n Da Hood (1996) и Carpe Dementia (1999).
В фильме Мэла Брукса «Космические яйца» персонаж Йогурт, которого играет сам Мэл Брукс, выступает явной пародией на Йоду, но также есть мнения, что он похож и на Оби-Вана Кеноби. Йогурт обучает Одинокую звезду путям Шварца (пародии на Силу, «Шварц» — сокращение от «Шварценеггер», и кроме того, «Шварц» — распространённая среди евреев-ашкенази фамилия).
В комедийном переводе Гоблина «Скрытой угрозы» — «Буря в стакане» персонаж переименован в Чебурана Виссарионовича.
В серии «Love Conquers All… Almost / Любовь побеждает… почти всё» (1.13) мультсериала «Расплющенный космос» экипаж «Юпитера-42» встречает существо, которое является пародией на Йоду: оно небольшого роста, зелёного цвета, а используемый порядок слов — OVS.
В мультфильме «Кунг-фу панда» мастер Угвей умирает так же, как и Йода.
Eminem пародирует Йоду в песне Rhyme Or Reason.
Также пародией можно считать первые серии из четвёртого сезона мультфильма Легенда о Корре. Аватар Корра так же прибыла на болото в поисках учителя, к тому времени уже пожилой, Тоф Бейфонг.
На Украине в Тернополе поставили памятник мастеру Йоде для привлечения туристов в город.
В Новосибирске также установлен памятник Магистру Йоде авторства скульптора Ивана Чернышова.